# Бирюзовый овсянковый кардинал
Бирюзовый овсянковый кардинал, или индиговый большеклюв (лат. Cyanoloxia glaucocaerulea), — вид птиц из семейства кардиналовых (Cardinalidae). Подвидов не выделяют. Распространён в Южной Америке.

## Описание
Бирюзовый овсянковый кардинал достигает длины 14,5—16 см и массы от 16 до 19,5 г. Выражен половой диморфизм. Окраска оперения самцов тёмного небесно-голубого цвета, немного светлее на лбу и надхвостье; низ брюха сероватый. На лице есть маленькая чёрная «маска». Маховые перья и хвост черновато-синие. Короткий толстый клюв черноватый с беловатым основанием подклювья. Окраска оперения самок в общем коричневая, более тёмная сверху и с оранжевым оттенком снизу. Неполовозрелые особи оранжевато-коричневого цвета; лоб и щёки с синеватым оттенком.
Песня представляет собой быструю, высокую, беспорядочную трель. Позывка — «psit» или «jit».

## Распространение и места обитания
Бирюзовый овсянковый кардинал распространён на северо-востоке Аргентины, юго-востоке Бразилии и большей части Уругвая. В зимние месяцы некоторые особи перемещаются в юго-восточный Парагвай и далее на север Бразилии. Обитает на лесных опушках, речных островах, болотах и во вторичных лесах; обычно в низкой, густой растительности. Встречается от уровня моря до высоты 1000 м над уровнем моря, иногда до 1700 м в Бразилии.

## Биология
Биология практически не исследована. Рацион не описан. Гнездится с октября по декабрь. Чашеобразное гнездо сооружается из веток и располагается в густой растительности, в кладке 2—4 яйца.